# Gargàs
Gargàs (en occità Gargàs, en francès Gargas) és un municipi francès situat al departament de Valclusa i a la regió de Provença – Alps – Costa Blava.

## Demografia
| 1962                                       | 1968 | 1975  | 1982  | 1990  | 1999  | 2006  | 2011  |
| ------------------------------------------ | ---- | ----- | ----- | ----- | ----- | ----- | ----- |
| 614                                        | 690  | 1.065 | 1.870 | 2.875 | 2.928 | 2.980 | 2.900 |
| Des de 1962: població sense dobles comptes |      |       |       |       |       |       |       |

## Administració
| Període | Identitat  | Partit |
| ------- | ---------- | ------ |
| 2001-   | Maxime Bey | PS     |